# 二村千津子
二村 千津子（ふたむら ちづこ、1969年9月9日 - ）は、日本の気象予報士。オフィスNickNack所属。オフィス気象キャスター提携。NPO法人気象キャスターネットワーク会員。

## 人物
- 福井県出身。京都教育大学教育学科卒業。
- 1997年から2000年までNHK長野放送局の契約キャスターを務めた後、2004年から2008年に日本気象協会首都圏支社に勤務し、在籍中の2005年に気象予報士資格を取得。2009年から2014年までテレビ朝日報道局ウェザーセンターに勤務。
- ふたむらちづこの名前で出演することもある。
- 2017年4月から2024年3月まではNHK福井放送局所属。
- 2024年4月からテレビ朝日ウェザーセンター勤務。

## 過去の出演番組
- 羽鳥慎一モーニングショー（テレビ朝日）
- おはよう信州（NHK長野放送局）
- 長野オリンピックとれたて情報（NHK長野放送局）
- おめざめワイド（中京テレビ）
- モーニングバード（テレビ朝日）
- ワイド!スクランブル（テレビ朝日）
- スーパーJチャンネル（テレビ朝日）
- ニュースザウルスふくい (NHK福井放送局、2017年4月 - 2024年3月)